# Падајућа коза
Падајућа коза је раса домаће козе која је карактеристична по томе да јој се мишићи укоче (замрзну) на десетак секунди, уколико се уплаше или нагло развеселе храни. Козе се једноставно извале на земљу, а након „одмрзавања“ оне даље наставе својим путем. Познате су као малаксаве козе, козе у несвести и слично, а потичу из Тенесија у САД, први пут су се појавиле почетком 19. века. Доста су популарне, па имају и свој фестивал у региону Маршал (Тенеси) који се сваке године одржава у октобру. Ова појава кочења мишића је безболна и као особина је узрокована наследним поремећајем званим myotonia congenita. Није нађен још ниједан случај ове појаве код ангорских коза. Животни век ових животиња је 12-15 година. Ове козе су у просеку нешто мање од обичних коза. Високе су од 43 до 64 cm, а теже од 27 до 75 kg. Имају велике очи и појављују се у стандардним бојама. 